# Paidiscura orotavensis
Paidiscura orotavensis là một loài nhện trong họ Theridiidae.
Loài này thuộc chi Paidiscura. Paidiscura orotavensis được Joachim Schmidt miêu tả năm 1968.